# آنجلیکا بورویک
آنجلیکا بورویک (انگلیسی: Angelica Burevik؛ زادهٔ ۷ دسامبر ۱۹۵۸) بازیکن فوتبال اهل سوئد است.
از باشگاه‌هایی که در آن بازی کرده‌است می‌توان به استاتینا آی اف اشاره کرد.
وی همچنین در تیم ملی فوتبال زنان سوئد بازی کرده‌است.